# James Villiers
James Michael Hyde Villiers, född 29 september 1933 i London, död 18 januari 1998 i Arundel, West Sussex, var en brittisk skådespelare.

## Rollista i urval
- 1958 – Nu tar vi sergeanten
- 1962 – Eva
- 1963 – De kallblodiga
- 1963 – Den svarta kofferten
- 1963 – Mord, sa hon
- 1964 – För kung och fosterland
- 1964 – Hennes vilda far
- 1965 – Den mystiska blondinen
- 1965 – Repulsion
- 1966 – Man bara dör... eller historien om det lefvande liket
- 1972 – Den härskande klassen
- 1972 – Hospitalet
- 1976 – Joseph Andrews
- 1979 – Saint Jack - kungen av Singapore
- 1981 – Ur dödlig synvinkel
- 1982 – Den röda nejlikan
- 1984 – Under vulkanen
- 1987 – Krigets skördar (TV-serie) (3 avsnitt)
- 1989 – I de månbelysta bergens skugga
- 1990 – Maktens män (TV-serie) (3 avsnitt)
- 1991 – Kung Ralph
- 1994 – Uncovered
- 1997 – A Dance to the Music of Time (TV-serie) (1 avsnitt)